# Enterprise (ônibus espacial)
O ônibus espacial Enterprise (OV - 101) foi o primeiro ônibus espacial da NASA.  Inicialmente foi construído sem motores, nem escudos térmicos e deste modo não poderia realizar missões espaciais.  Estava previsto que seria o segundo ônibus espacial a voar ao espaço, após o Columbia, quando foi iniciada sua construção em 1974. Contudo, uma decisão no ano de 1978 de não modificar o Enterprise em sua configuração para provas de aproximação e aterrissagem (ALT- Approach and Landing Test) deixou, a princípio, o Columbia como o único veículo orbital operacional. Deste modo o Enterprise se consolidou, basicamente, como um veículo de testes de pouso e de aerodinâmica,  realizando várias missões, a partir de um Boeing 747 adaptado. Nestes testes, forneceu dados sobre o comportamento do ônibus espacial em regimes subsônicos e durante o pouso.  Posteriormente, em 1986, após o acidente com o Challenger, foi estudada a possibilidade de uma reforma para adaptação ao voo espacial. Contudo optou-se pela construção de um novo veículo, o Endeavour.

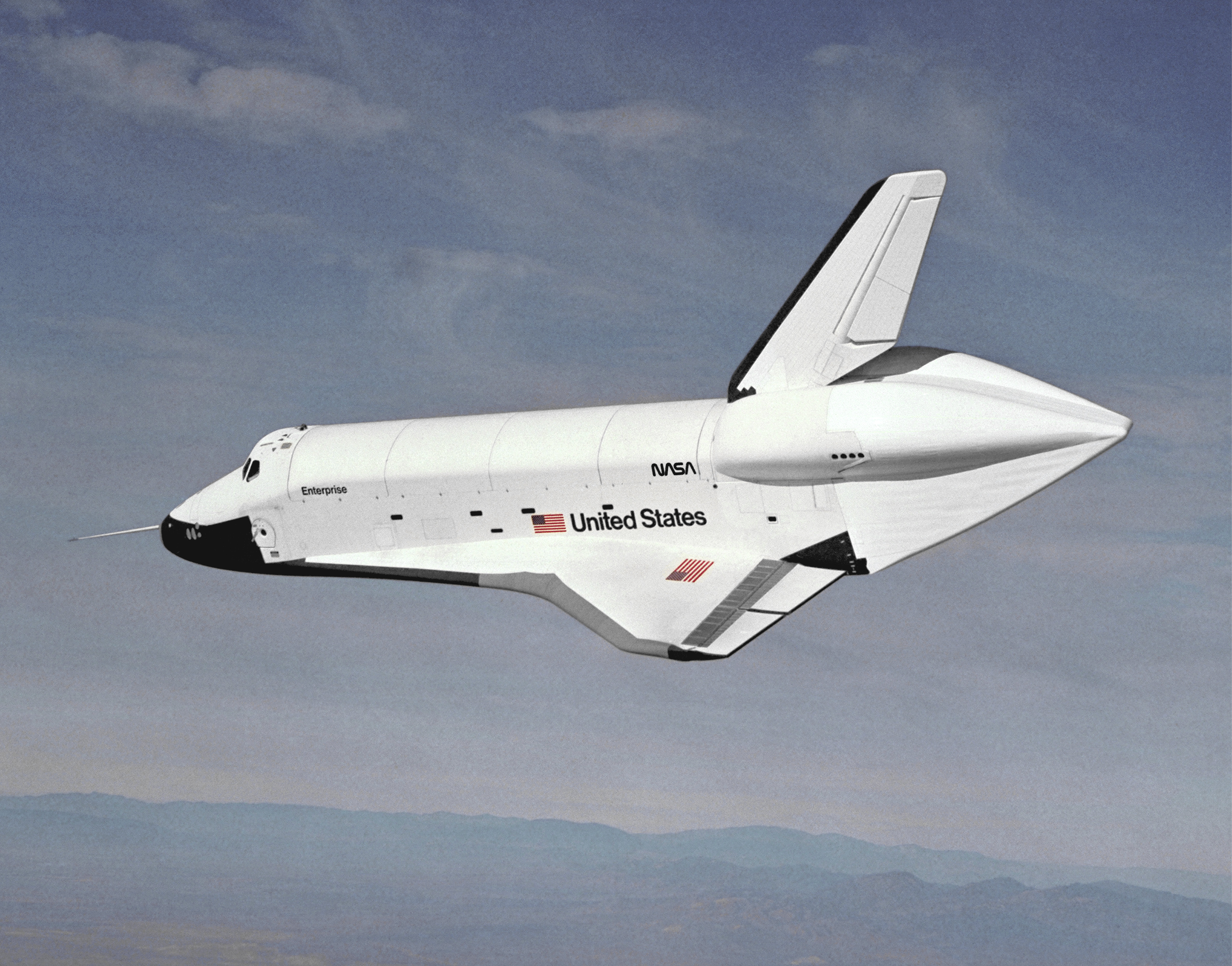
Enterprise fazendo um voo livre num teste de pouso em 13 de Setembro de 1977.

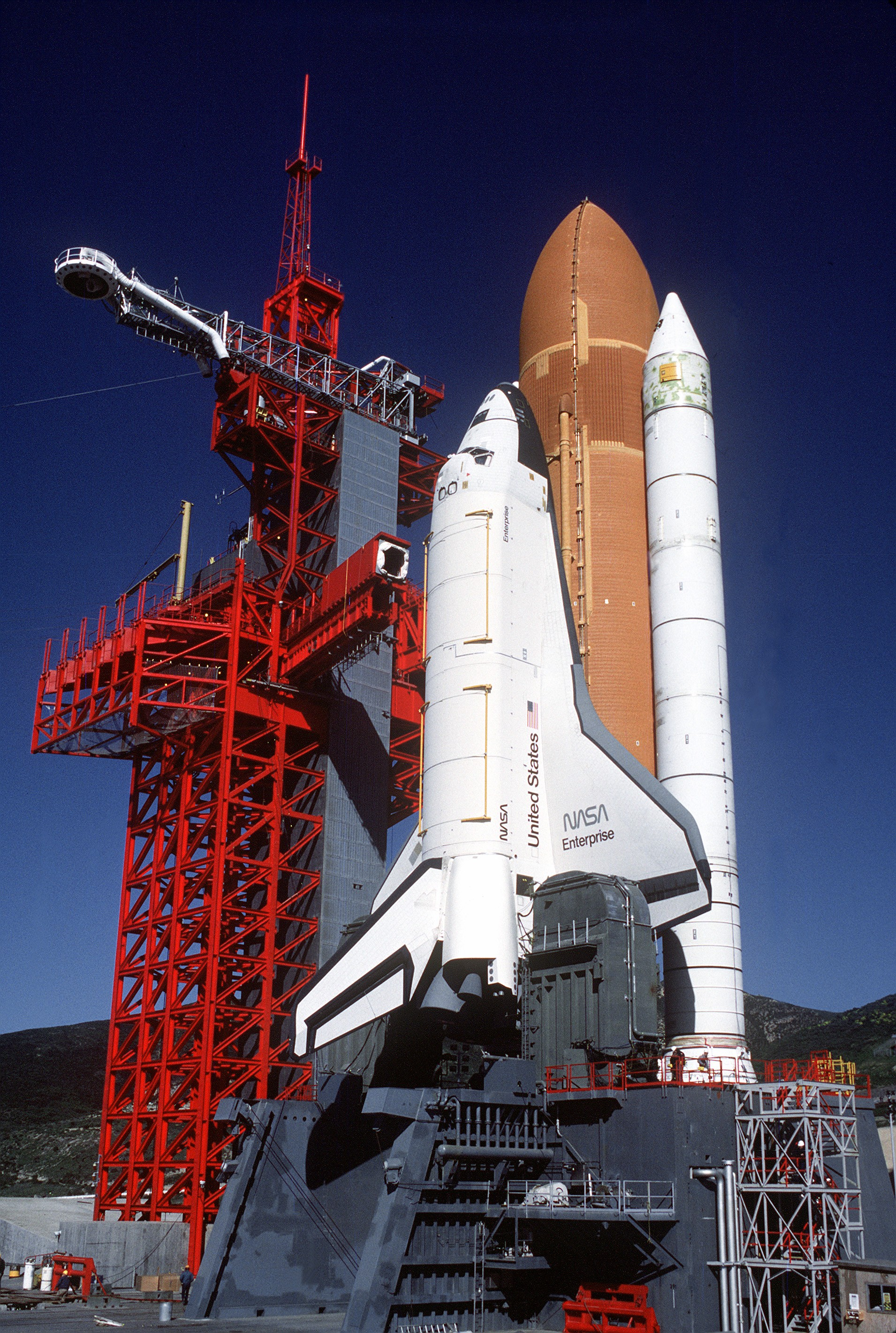
Enterprise na SLC-6 em configuração de lançamento em Outubro de 1985

O nome do protótipo do ônibus espacial é uma homenagem à famosa nave Enterprise, do seriado de TV Jornada nas Estrelas, após uma campanha de 400 mil cartas convencer o então presidente Ford a escolher este nome. Em 1977, equipes com dois pilotos fizeram vários testes de voos  e aterrissagem. O veículo ficava acoplado ao Boeing 747, durante todo voo e pouso e finalmente, nos últimos voos, a nave era lançada do avião para um voo livre, planado, e pouso na Base de Edwards na Califórnia. Em 1979 o Enterprise chegou a ser unido a um tanque de combustível e propulsores no Centro Espacial Kennedy, para testes de pré-lançamento e verificação de sistemas. Do mesmo modo em 1984 a nave foi levada a Base da Força Aérea de Vandenberg quando foi cogitado um segundo local para lançamento dos ônibus espaciais.
Em 1985, o Enterprise foi encaminhado ao Instituto Smithsonian na cidade de Washington, DC e foi exposto no National Air and Space Museum, em Dulles, sendo uma das principais atrações da coleção sobre o espaço. Desde abril de 2011 está exposto no Intrepid Museum, na cidade de Nova Iorque. O museu é instalado em um porta aviões da Segunda Guerra, o USS Intrepid, que fica atracado no Pier 86, no extremo oeste da rua 46 em Manhattan. 

## Testes de voo no ano de 1977
Para realizar o seu voo livre sobre o deserto e montanhas do Sul da Califórnia, o  Enterprise separou-se do Boeing 747 da NASA. Na foto, vê-se um avião de caça T-38, usado pela NASA, que o seguiu à direita. Os astronautas Joseph Engle e Richard Truly controlaram o veículo em sua missão de 2 minutos e 34 segundos, nesse que foi o quarto dos cinco voos de Teste de Aproximação e Aterrissagem (em inglês, Approach and Landing Tests - ALT), com fases de voo livre, do Dryden Flight Research Center (DFRC).

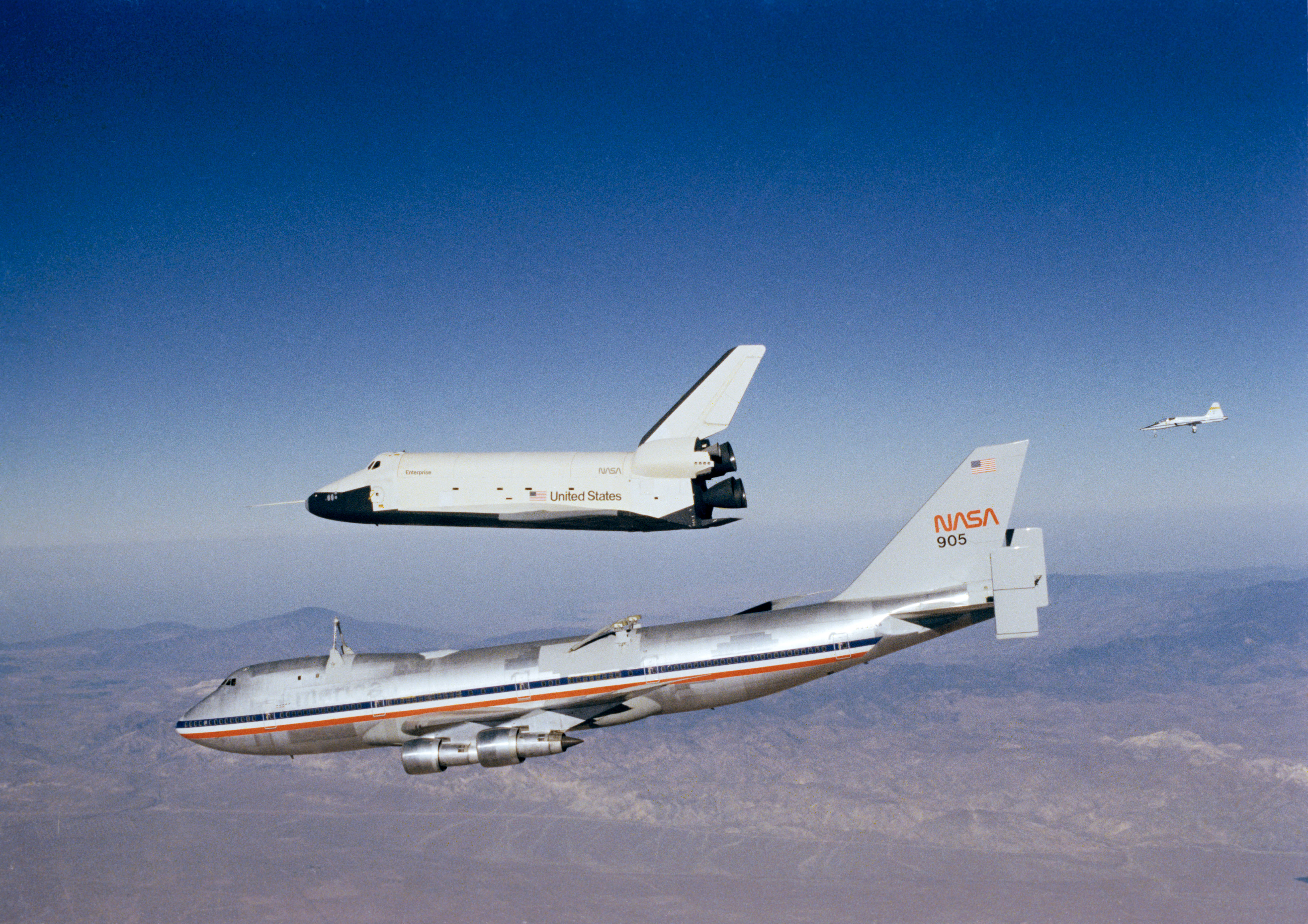
Voo de teste.